# Gilbert Newton Lewis
Gilbert Newton Lewis (* 23. Oktober 1875 in Weymouth, Massachusetts, USA; † 23. März 1946 in Berkeley (Kalifornien)) war ein US-amerikanischer Physikochemiker.

## Leben
Lewis studierte ab 1891 Chemie an der University of Nebraska und ab 1893 an der Harvard University, wo er 1899 bei Theodore William Richards mit der Arbeit A general equation for free energy and physico - chemical equilibrium and its application promoviert wurde. Anschließend arbeitete er bei Wilhelm Ostwald in Leipzig und Walther Nernst in Göttingen, bevor er im Jahr 1901 wieder nach Harvard zurückkehrte. Nach Übernahme der Leitung eines Standardisierungslabors in Manila im Jahr 1904 war Lewis von 1905 bis 1912 Professor am Massachusetts Institute of Technology (MIT) und danach an der University of California, Berkeley. 1909 wurde er in die American Academy of Arts and Sciences und 1940 zum auswärtigen Mitglied (Foreign Member) der Royal Society gewählt. Seit 1942 war er Ehrenmitglied der damaligen Sowjetischen Akademie der Wissenschaften. 1929 erhielt er die Davy-Medaille. Trotz seiner zahlreichen Auszeichnungen wurde Lewis nie mit einem Nobelpreis ausgezeichnet, für den er jedoch zwischen 1922 und 1946 insgesamt 41-mal nominiert war. Ein Mondkrater ist nach ihm benannt.

## Werk
Lewis beschäftigte sich als einer der Ersten im englischen Sprachraum mit der Speziellen Relativitätstheorie. 1908 definierte er den später als relativistische Masse bekannt gewordenen Ausdruck und untersuchte die Äquivalenz von Masse und Energie. Zusammen mit Richard C. Tolman führte er 1909 die relativistische Lichtuhr zur Illustration der Zeitdilatation ein. 1912 versuchte er zusammen mit Edwin Bidwell Wilson die SRT auf Basis der nichteuklidischen Geometrie neu zu formulieren.
Seine Forschungen auf dem Gebiet der Valenzen eines Atoms und seiner Elektronenhülle schufen die Grundlagen für das Verständnis chemischer Bindungen. Ab 1916 entwickelte er unabhängig von Irving Langmuir die Oktett-Theorie der Valenz. Im Jahr 1926 gab Lewis der kleinsten Einheit (Quant) der elektromagnetischen Strahlungsenergie den Namen „Photon“.
Außerdem arbeitete er auf den Gebieten der Thermodynamik, der Fluoreszenz und der Theorie der Strahlung Schwarzer Körper. Mit der nach ihm benannten Lewis-Säure 1923 schuf er eine Erweiterung des Säure-Base-Begriffs. 1933 stellte er als erster schweres Wasser durch Elektrolyse von gewöhnlichem Wasser her.

## Tod
1946 wurde der leblose Körper von Lewis von einem seiner Doktoranden unter einem Labortisch gefunden.
Lewis hatte an einem Experiment mit flüssigem Cyanwasserstoff gearbeitet und die tödlichen Gase konnten durch eine gebrochene Leitung in den Raum entweichen.
Als offizielle Todesursache wird Herzinfarkt angegeben, aber es verdichteten sich Hinweise, dass es sich auch um einen Suizid gehandelt haben könnte. Der emeritierte Professor William L. Jolly dokumentierte in einer 1987 erschienenen geschichtlichen Abhandlung über die Chemie-Fakultät in Berkeley, From Retorts to Lasers, dass selbst hochrangige Vertreter der Fakultät an Suizid glaubten.
Eine mögliche Erklärung für einen Suizid liefert ein Mittagessen, das Lewis mit Irving Langmuir ungefähr eine Stunde vor seinem Tod eingenommen hat. Langmuir und Lewis verband eine langjährige Rivalität, deren Anfang aus Zeiten stammt, als Langmuir die Lewis-Theorie zur chemischen Bindung erweiterte. Während Langmuir für seine Arbeiten zur Oberflächenchemie 1932 den Nobelpreis erhielt, ging Lewis auch die folgenden Jahre diesbezüglich leer aus, obwohl er 41 Mal für den Preis nominiert wurde.
Angehörige der Fakultät berichteten, dass Lewis nach dem Mittagessen in depressiver Stimmung zurückkam, um mit einigen seiner Kollegen an einem Bridge-Spiel teilzunehmen. Dokumente von Langmuir in der Library of Congress bestätigen, dass er sich an diesem Tag auf dem Campus von Berkeley aufgehalten hat, um einen Ehrentitel entgegenzunehmen.

## Schriften (Auswahl)
- Valence and the Structure of Atoms and Molecules. Chemical Catalog Company, 1923

dt. Übers. von Gustav Wagner, Hans Wolff: Die Valenz und der Bau der Atome und Moleküle. Fr. Vieweg & Sohn, Braunschweig 1927.
- mit Merle Randall: Thermodynamics and the Free Energy of Chemical Substances. McGraw Hill 1923

dt. von Otto Redlich: Thermodynamik und die freie Energie chemischer Substanzen. Springer Verlag, Wien 1927.